# Wasserofen (Dienten am Hochkönig)
Der Wasserofen  ist eine Halbhöhle im Gemeindegebiet von Dienten am Hochkönig im Bundesland Salzburg. Die Höhle befindet sich am Fuß der Südabstürze des Lamkopfs in einer Höhe von etwa 1850 m ü. A. Das Portal ist etwa 15 m breit und 5 bis 7 m hoch. Die aktive Wasserhöhle ist Ursprung des Dientner Bachs und eine der wenigen Quellaustritte im Süden des Hochkönigplateaus, das vorwiegend nach Norden entwässert. Von der Erichhütte führt ein unmarkierter Steig durch den Wasserofenboden zur Höhle.